# فهرست فصل‌های باشگاه فوتبال استقلال تهران

فصل ۱۳۲۸، قهرمان لیگ تهران

فهرست فصل‌های باشگاه فوتبال استقلال تهران عملکرد تیم فوتبال استقلال از زمان تأسیس باشگاه تا اکنون در فصل‌ها و جام‌های مختلف فوتبال ایران و آسیا را در بر می‌گیرد. استقلال با نام اولیهٔ باشگاه دوچرخه‌سواران ایران در ۴ مهر ۱۳۲۴ در تهران و در دفتری در خیابان فردوسی توسط تعدادی جوان علاقه‌مند به دوچرخه‌سواری تأسیس شد. در ماه‌های اولیه، باشگاه تنها محلی برای گردهمایی علاقه‌مندان به دوچرخه‌سواری بود اما ورزش‌های دیگر به سرعت به مجموعه فعالیت باشگاه اضافه شدند و از اسفند همان سال تیم فوتبال باشگاه نیز تأسیس شد. در ۲۲ بهمن ۱۳۲۸ با تصمیم هیئت مدیره نام تیم از دوچرخه‌سواران به تاج تغییر یافت و در فروردین ۱۳۵۸ و پس از انقلاب ۱۳۵۷ با پیشنهاد بازیکنان قدیمی تیم نام این تیم از تاج به استقلال تغییر یافت تا بتواند در مسابقات فوتبال حضور داشته باشد. این تیم هم‌اکنون با نام استقلال در فوتبال ایران و آسیا فعال است.
باشگاه در نخستین فصل حضورش در ۱۳۲۵ در مسابقات باشگاهی و حذفی تهران شرکت کرد و در هر دو جام موفق به کسب نایب قهرمانی شد و از آن فصل تا کنون به غیر از فصل ۱۳۲۷ که باشگاه به دلیل کمبود بودجه در مسابقات حاضر نشد، در تورنمنت‌های مختلفی حضور داشته و عنوان‌های قهرمانی فراوانی را نیز کسب کرده است.

## پیشینه

### ۱۳۵۲–۱۳۲۵: لیگ تهران

فصل ۱۳۴۹، قهرمان ایران و آسیا

نخستین حضور رسمی این تیم در فصل ۱۳۲۵ در مسابقات لیگ و حذفی استان تهران بود. در سال‌های دههٔ ۱۳۲۰ و تا اواخر دههٔ ۱۳۴۰ مسابقات فوتبال سراسری در ایران برگزار نمی‌شد و استان‌ها و شهرهای مختلف مسابقات خود را داشتند و تاج نیز تا فصل ۱۳۵۲ تنها در مسابقات استانی شرکت می‌کرد. فصل‌های ۳۷–۱۳۳۶، ۱۳۴۹ و ۱۳۵۰ تنها استثناها در این زمینه بودند که مسابقات کشوری نیز برگزار شدند. هر دو مسابقات لیگ و حذفی استان تهران با توجه به شرایط آن زمان فوتبال تهران با حضور تیم‌های کمی برگزار می‌شدند، مسابقات رفت و برگشتی نبودند و در فصل‌های مختلف نحوه برگزاری مسابقات دستخوش تغییرات فراوانی نیز می‌شد و این مسابقات تقویم ثابتی نداشتند. تعدادی از فصل‌ها همچون ۱۳۳۴، ۱۳۴۲ و ۱۳۴۳ نیز به دلایل مختلف همچون برگزاری بازی‌های ملی یا مسابقات سراسری برگزار نشدند یا نیمه‌کاره رها شدند. به همین دلیل فصل‌های نخستین تیم تاج معمولاً تاریخ‌های آغاز و پایان‌های بسیار متفاوتی داشتند و بسیاری از فصل‌ها کوتاه بودند و تعداد بازی‌های کمی نیز داشتند. از اواخر دههٔ ۱۳۴۰ و مشخصاً از فصل ۱۳۴۹ تلاش‌هایی برای برگزاری لیگ سراسری در ایران انجام شد و در همین فصل تاج برای نخستین بار در مسابقات باشگاهی قاره‌ای نیز شرکت کرد و به این ترتیب فصل‌های تیم تاج به دلیل حضور همزمان در مسابقات کشوری و استانی و آسیایی گسترده‌تر و طولانی‌تر شدند.

### ۱۳۵۷–۱۳۵۲: جام تخت جمشید
از فصل ۱۳۵۲ مسابقات باشگاهی ایران با نام جام تخت جمشید و به صورت دوره‌ای و رفت و برگشتی برگزار شد. از ابتدای این فصل تاج دیگر تنها در مسابقات کشوری حاضر شد و فصل‌های تاج با نظم و ترتیب از اواسط اسفند هر سال آغاز شدند و تا اواسط پاییز سال بعد ادامه یافتند. از فصل ۱۳۵۵ مسابقات جام حذفی ایران نیز برگزار شدند. در میانه‌های تابستان ۱۳۵۷ و با شعله‌ور شدن حوادث انقلاب ۱۳۵۷ برگزاری مسابقات جام تخت جمشید و جام حذفی ایران متوقف شد تا دوران نظم و ترتیب فصل‌های تاج به سرعت به پایان برسد.

### ۱۳۷۰–۱۳۵۸: بازگشت به لیگ تهران

فصل ۱۳۶۲، قهرمان لیگ تهران

با پیروزی انقلاب فوتبال ایران و به دنبال آن تیم تاج دستخوش تغییرات فراوانی شد، در فروردین ۱۳۵۸ از حضور تاج با نام اصلی‌اش در مسابقات جلوگیری شد و با پیشنهاد تعدادی از بازیکنان قدیمی نام تیم به استقلال تغییر یافت. در سال‌های بعد از انقلاب برگزاری مسابقات سراسری فوتبال در دستور کار مدیران ورزشی دولت نوین ایران نبود و تیم‌ها مجدداً به مسابقات استانی بازگشتند. در ۲ فصل ۱۳۵۸ و ۱۳۵۹ مسابقات نیمه‌کاره رها شدند اما از فصل ۱۳۶۰ فدراسیون فوتبال توانست مسابقات را کامل برگزار کند و تا فصل ۷۱–۱۳۷۰ استقلال در مسابقات لیگ تهران حاضر بود. مسابقات لیگ استان تهران در این دهه نیز همچون سال‌های دور همچنان بدون تقویم مشخص و با تغییرات فراوان در نحوه برگزاری دنبال شد. از فصل ۱۳۶۵ برگزاری جام حذفی از سر گرفته شد و در دههٔ ۱۳۶۰ چند دوره دیگر آن برگزار شد. با پایان جنگ ایران و عراق در فصل ۶۹–۱۳۶۸ یک دوره مسابقات سراسری نیز برگزار شد. از فصل ۱۳۶۹ استقلال پس از ۱۹ سال غیبت بار دیگر در مسابقات آسیایی حاضر شد.

### ۱۳۸۰–۱۳۷۰: لیگ آزادگان
از ابتدای فصل ۷۱–۱۳۷۰ برگزاری مسابقات سراسری در ایران از سر گرفته شد و این بار مسابقات به افتخار اسرای ایرانی بازگشته از عراق لیگ آزادگان نام گرفت و استقلال بعد از این فصل دیگر در مسابقات استانی حاضر نشد. دوره‌های نخست لیگ آزادگان بسیار نامنظم و با تغییرات فراوان در تعداد تیم‌ها و گروه‌ها و تقویم مسابقات و نحوهٔ صعود و سقوط تیم‌ها برگزار شد اما از نیمه دوم این دهه برگزاری مسابقات روال منظم‌تری گرفت. در این دهه و از فصل ۷۶–۱۳۷۵ استقلال پس از قهرمانی در جام حذفی ۷۵–۱۳۷۴ برای نخستین بار در مسابقات نسبتاً تازه تأسیس جام برندگان جام آسیا حاضر شد. مسابقات جام حذفی در دههٔ ۱۳۷۰ نیز همچون دههٔ ۱۳۶۰ نامنظم و با تغییرات فراوان برگزار شد و حتی در فصل‌های ۱۳۷۱ و ۷۷–۱۳۷۶ این مسابقات برگزار نشدند.

### هم‌اکنون–۱۳۸۰: لیگ برتر

فصل ۸۸–۱۳۸۷، قهرمان لیگ برتر ایران

از ابتدای فصل ۸۱–۱۳۸۰ و با تلاش‌های رئیس وقت فدراسیون فوتبال، محسن صفایی فراهانی، فوتبال ایران دارای لیگ حرفه‌ای شد. برگزاری دوره‌های لیگ برتر برخلاف جام آزادگان با نظم و ترتیب نسبی همراه بود و جام حذفی نیز بسیار بهتر و با تقویم منظم‌تری دنبال شد به این ترتیب از دههٔ ۱۳۸۰ فصل‌های تیم استقلال تقویم و دوره‌های منظم‌تری به خود دیدند. از ابتدای فصل ۸۲–۱۳۸۱ برگزاری مسابقات جام باشگاه‌های آسیا با شکل و نام جدید لیگ قهرمانان آسیا (نام رسمی: لیگ قهرمانان ای‌اف‌سی) پیگیری شد و استقلال نیز در این مسابقات حاضر شد تا هم‌اکنون، استقلال در طی فصل‌هایش در سه گونهٔ مسابقات، شامل لیگ و جام حذفی کشوری و لیگ قاره‌ای حاضر باشد.

## راهنما
- نشان‌گر آن است که تیم قهرمان شده است.
- نشان‌گر آن است که تیم نایب‌قهرمان یا دوم شده است.
- نشان‌گر آن است که تیم به رتبهٔ سوم رسیده است.
- نشان‌گر آن است که تیم به رتبهٔ چهارم رسیده است.
- نشان‌گر آن است که تیم در نیمه‌نهایی حاضر بوده است.
- نشان‌گر آن است که تیم به مرحلهٔ بعدی مسابقات راه یافته و ادامهٔ مسابقات در فصل بعد پیگیری شده است.
- نشان‌گر آن است که تیم به مرحلهٔ پایانی مسابقات راه یافته است.
- نشان‌گر آن است که بازیکن آقای گل فوتبال ایران شده است.
- مسابقاتی که با علامت * مشخص شده‌اند، مسابقات جام حذفی فوتبال تهران هستند.
- در ستون بهترین گلزن، تعداد گل‌های به ثمر رسیده در تمامی مسابقات رسمی هر فصل شمارش شده‌اند.
- بسیاری از فصل‌های لیگ‌های تهران و ایران به صورت گروهی برگزار شدند و تیم‌های صعود کرده در مراحل حذفی شرکت کردند، در این جدول نتایج تمامی بازی‌های مرحله‌های دوره‌ای و حذفی محاسبه شده‌اند.
- ج. جام
- جش. جشن
- م. مقدماتی

## فصل‌ها
| فهرست فصل‌های باشگاه فوتبال استقلال تهران | فهرست فصل‌های باشگاه فوتبال استقلال تهران | فهرست فصل‌های باشگاه فوتبال استقلال تهران                                          | فهرست فصل‌های باشگاه فوتبال استقلال تهران                                          | فهرست فصل‌های باشگاه فوتبال استقلال تهران                                          | فهرست فصل‌های باشگاه فوتبال استقلال تهران                                          | فهرست فصل‌های باشگاه فوتبال استقلال تهران                                          | فهرست فصل‌های باشگاه فوتبال استقلال تهران                                          | فهرست فصل‌های باشگاه فوتبال استقلال تهران                                          | فهرست فصل‌های باشگاه فوتبال استقلال تهران                                          | فهرست فصل‌های باشگاه فوتبال استقلال تهران                                          | فهرست فصل‌های باشگاه فوتبال استقلال تهران        | فهرست فصل‌های باشگاه فوتبال استقلال تهران | فهرست فصل‌های باشگاه فوتبال استقلال تهران | فهرست فصل‌های باشگاه فوتبال استقلال تهران | فهرست فصل‌های باشگاه فوتبال استقلال تهران | فهرست فصل‌های باشگاه فوتبال استقلال تهران | فهرست فصل‌های باشگاه فوتبال استقلال تهران | فهرست فصل‌های باشگاه فوتبال استقلال تهران |
| #                                        | فصل                                      | لیگ                                                                               | لیگ                                                                               | لیگ                                                                               | لیگ                                                                               | لیگ                                                                               | لیگ                                                                               | لیگ                                                                               | لیگ                                                                               | لیگ                                                                               | جام حذفی*تهران rowspan="2"\|سوپرجام ایران       | آسیا                                     | آسیا                                     | جام‌های غیررسمی                           | جام‌های غیررسمی                           | بهترین گلزن                              | بهترین گلزن                              |                                          |
| #                                        | فصل                                      | دسته                                                                              | بازی                                                                              | ب                                                                                 | م                                                                                 | ش                                                                                 | گ. ز                                                                              | گ. خ                                                                              | امتیاز                                                                            | رتبه                                                                              | جام حذفی*تهران rowspan="2"\|سوپرجام ایران       | جام                                      | نتیجه                                    | جام                                      | نتیجه                                    | نام                                      | تعداد گل                                 |                                          |
| ---------------------------------------- | ---------------------------------------- | --------------------------------------------------------------------------------- | --------------------------------------------------------------------------------- | --------------------------------------------------------------------------------- | --------------------------------------------------------------------------------- | --------------------------------------------------------------------------------- | --------------------------------------------------------------------------------- | --------------------------------------------------------------------------------- | --------------------------------------------------------------------------------- | --------------------------------------------------------------------------------- | ----------------------------------------------- | ---------------------------------------- | ---------------------------------------- | ---------------------------------------- | ---------------------------------------- | ---------------------------------------- | ---------------------------------------- | ---------------------------------------- |
| ۱                                        | ۱۳۲۵                                     | قهرمانی باشگاه‌های تهران                                                           | ۹                                                                                 | ۶                                                                                 | ۱                                                                                 | ۲                                                                                 | [ الف ]                                                                           | [ الف ]                                                                           | ۱۳                                                                                | دوم                                                                               | *نایب‌قهرمان                                     | مسابقات شکل نگرفته بود                   | مسابقات شکل نگرفته بود                   | مسابقات شکل نگرفته بود                   | —                                        | —                                        | [ ب ]                                    | [ ب ]                                    |
| ۲                                        | ۱۳۲۶                                     | قهرمانی باشگاه‌های تهران                                                           | ۵                                                                                 | ۲                                                                                 | ۰                                                                                 | ۳                                                                                 | ۷                                                                                 | ۸                                                                                 | ۴                                                                                 | سوم                                                                               | *قهرمان                                         | مسابقات شکل نگرفته بود                   | مسابقات شکل نگرفته بود                   | مسابقات شکل نگرفته بود                   | —                                        | —                                        | [ پ ]                                    | [ پ ]                                    |
| ۳                                        | ۱۳۲۷                                     | باشگاه به دلیل کمبود بودجه در مسابقات شرکت نکرد                                   | باشگاه به دلیل کمبود بودجه در مسابقات شرکت نکرد                                   | باشگاه به دلیل کمبود بودجه در مسابقات شرکت نکرد                                   | باشگاه به دلیل کمبود بودجه در مسابقات شرکت نکرد                                   | باشگاه به دلیل کمبود بودجه در مسابقات شرکت نکرد                                   | باشگاه به دلیل کمبود بودجه در مسابقات شرکت نکرد                                   | باشگاه به دلیل کمبود بودجه در مسابقات شرکت نکرد                                   | باشگاه به دلیل کمبود بودجه در مسابقات شرکت نکرد                                   | باشگاه به دلیل کمبود بودجه در مسابقات شرکت نکرد                                   | باشگاه به دلیل کمبود بودجه در مسابقات شرکت نکرد | مسابقات شکل نگرفته بود                   | مسابقات شکل نگرفته بود                   | مسابقات شکل نگرفته بود                   | —                                        | —                                        | —                                        | —                                        |
| ۴                                        | ۱۳۲۸                                     | قهرمانی باشگاه‌های تهران                                                           | ۸                                                                                 | ۸                                                                                 | ۰                                                                                 | ۰                                                                                 | ۱۸                                                                                | ۴                                                                                 | ۱۶                                                                                | قهرمان                                                                            | *نیمه‌نهایی                                      | مسابقات شکل نگرفته بود                   | مسابقات شکل نگرفته بود                   | مسابقات شکل نگرفته بود                   | —                                        | —                                        | [ ث ]                                    | [ ث ]                                    |
| ۵                                        | ۱۳۲۹                                     | مسابقات قهرمانی باشگاه‌های تهران برگزار نشد                                        | مسابقات قهرمانی باشگاه‌های تهران برگزار نشد                                        | مسابقات قهرمانی باشگاه‌های تهران برگزار نشد                                        | مسابقات قهرمانی باشگاه‌های تهران برگزار نشد                                        | مسابقات قهرمانی باشگاه‌های تهران برگزار نشد                                        | مسابقات قهرمانی باشگاه‌های تهران برگزار نشد                                        | مسابقات قهرمانی باشگاه‌های تهران برگزار نشد                                        | مسابقات قهرمانی باشگاه‌های تهران برگزار نشد                                        | مسابقات قهرمانی باشگاه‌های تهران برگزار نشد                                        | *حذف                                            | مسابقات شکل نگرفته بود                   | مسابقات شکل نگرفته بود                   | مسابقات شکل نگرفته بود                   | جش. استقلال افغانستان                    | [ ج ]                                    | [ چ ]                                    | [ چ ]                                    |
| ۶                                        | ۱۳۳۰                                     | قهرمانی باشگاه‌های تهران                                                           | ۸                                                                                 | ۵                                                                                 | ۱                                                                                 | ۲                                                                                 | ۳۳                                                                                | ۵                                                                                 | ۱۱                                                                                | دوم                                                                               | *قهرمان                                         | مسابقات شکل نگرفته بود                   | مسابقات شکل نگرفته بود                   | مسابقات شکل نگرفته بود                   | —                                        | —                                        | [ ح ]                                    | [ ح ]                                    |
| ۷                                        | ۱۳۳۱                                     | قهرمانی باشگاه‌های تهران                                                           | ۴                                                                                 | ۳                                                                                 | ۱                                                                                 | ۰                                                                                 | ۸                                                                                 | ۲                                                                                 | ۷                                                                                 | قهرمان                                                                            | *برگزار نشد                                     | مسابقات شکل نگرفته بود                   | مسابقات شکل نگرفته بود                   | مسابقات شکل نگرفته بود                   | —                                        | —                                        | [ د ]                                    | [ د ]                                    |
| ۸                                        | ۱۳۳۲                                     | قهرمانی باشگاه‌های تهران                                                           | ۷                                                                                 | ۴                                                                                 | ۱                                                                                 | ۲                                                                                 | ۲۴                                                                                | ۶                                                                                 | ۹                                                                                 | چهارم                                                                             | *نیمه‌نهایی                                      | مسابقات شکل نگرفته بود                   | مسابقات شکل نگرفته بود                   | مسابقات شکل نگرفته بود                   | —                                        | —                                        | [ ر ]                                    | [ ر ]                                    |
| ۹                                        | ۱۳۳۳                                     | قهرمانی باشگاه‌های تهران                                                           | ۷                                                                                 | ۴                                                                                 | ۱                                                                                 | ۲                                                                                 | ۲۳                                                                                | ۷                                                                                 | ۹                                                                                 | چهارم                                                                             | *برگزار نشد                                     | مسابقات شکل نگرفته بود                   | مسابقات شکل نگرفته بود                   | مسابقات شکل نگرفته بود                   | —                                        | —                                        | [ ز ]                                    | [ ز ]                                    |
| ۱۰                                       | ۱۳۳۴                                     | به دلیل برگزاری مسابقات قهرمانی باشگاه‌های ایران، مسابقات قهرمانی تهران برگزار نشد | به دلیل برگزاری مسابقات قهرمانی باشگاه‌های ایران، مسابقات قهرمانی تهران برگزار نشد | به دلیل برگزاری مسابقات قهرمانی باشگاه‌های ایران، مسابقات قهرمانی تهران برگزار نشد | به دلیل برگزاری مسابقات قهرمانی باشگاه‌های ایران، مسابقات قهرمانی تهران برگزار نشد | به دلیل برگزاری مسابقات قهرمانی باشگاه‌های ایران، مسابقات قهرمانی تهران برگزار نشد | به دلیل برگزاری مسابقات قهرمانی باشگاه‌های ایران، مسابقات قهرمانی تهران برگزار نشد | به دلیل برگزاری مسابقات قهرمانی باشگاه‌های ایران، مسابقات قهرمانی تهران برگزار نشد | به دلیل برگزاری مسابقات قهرمانی باشگاه‌های ایران، مسابقات قهرمانی تهران برگزار نشد | به دلیل برگزاری مسابقات قهرمانی باشگاه‌های ایران، مسابقات قهرمانی تهران برگزار نشد | *حذف                                            | مسابقات شکل نگرفته بود                   | مسابقات شکل نگرفته بود                   | مسابقات شکل نگرفته بود                   | —                                        | —                                        | —                                        | —                                        |
| ۱۱                                       | ۱۳۳۵                                     | قهرمانی باشگاه‌های تهران                                                           | ۱۱                                                                                | ۸                                                                                 | ۲                                                                                 | ۱                                                                                 | ۴۴                                                                                | ۱۵                                                                                | ۱۸                                                                                | قهرمان                                                                            | *شرکت نکرد                                      | مسابقات شکل نگرفته بود                   | مسابقات شکل نگرفته بود                   | مسابقات شکل نگرفته بود                   | —                                        | —                                        | جدی‌کار                                   | ۸                                        |
| ۱۲                                       | ۳۷–۱۳۳۶                                  | قهرمانی باشگاه‌های تهران                                                           | ۳                                                                                 | ۳                                                                                 | ۰                                                                                 | ۰                                                                                 | ۱۸                                                                                | ۴                                                                                 | ۴                                                                                 | قهرمان                                                                            | *نایب‌قهرمان                                     | مسابقات شکل نگرفته بود                   | مسابقات شکل نگرفته بود                   | مسابقات شکل نگرفته بود                   | —                                        | —                                        | [ ش ]                                    | [ ش ]                                    |
| ۱۲                                       | ۳۷–۱۳۳۶                                  | جام قهرمانی ایران                                                                 | ۶                                                                                 | ۵                                                                                 | ۱                                                                                 | ۰                                                                                 | ۳۳                                                                                | ۴                                                                                 | ۱۱                                                                                | قهرمان                                                                            | *نایب‌قهرمان                                     | مسابقات شکل نگرفته بود                   | مسابقات شکل نگرفته بود                   | مسابقات شکل نگرفته بود                   | —                                        | —                                        | [ ش ]                                    | [ ش ]                                    |
| ۱۳                                       | ۱۳۳۷                                     | مسابقات قهرمانی باشگاه‌های تهران برگزار نشد                                        | مسابقات قهرمانی باشگاه‌های تهران برگزار نشد                                        | مسابقات قهرمانی باشگاه‌های تهران برگزار نشد                                        | مسابقات قهرمانی باشگاه‌های تهران برگزار نشد                                        | مسابقات قهرمانی باشگاه‌های تهران برگزار نشد                                        | مسابقات قهرمانی باشگاه‌های تهران برگزار نشد                                        | مسابقات قهرمانی باشگاه‌های تهران برگزار نشد                                        | مسابقات قهرمانی باشگاه‌های تهران برگزار نشد                                        | مسابقات قهرمانی باشگاه‌های تهران برگزار نشد                                        | *برگزار نشد                                     | مسابقات شکل نگرفته بود                   | مسابقات شکل نگرفته بود                   | مسابقات شکل نگرفته بود                   | ج. تاج                                   | قهرمان                                   | —                                        | —                                        |
| ۱۴                                       | ۳۸–۱۳۳۷                                  | قهرمانی باشگاه‌های تهران                                                           | ۸                                                                                 | ۷                                                                                 | ۰                                                                                 | ۱                                                                                 | ۸                                                                                 | ۳                                                                                 | ۱۴                                                                                | قهرمان                                                                            | *قهرمان                                         | مسابقات شکل نگرفته بود                   | مسابقات شکل نگرفته بود                   | مسابقات شکل نگرفته بود                   | ج. طلایی تهران                           | چهارم                                    | [ ض ]                                    | [ ض ]                                    |
| ۱۵                                       | ۴۰–۱۳۳۹                                  | قهرمانی باشگاه‌های تهران                                                           | ۱۴                                                                                | ۱۳                                                                                | ۱                                                                                 | ۱                                                                                 | ۳۹                                                                                | ۸                                                                                 | ۲۷                                                                                | قهرمان                                                                            | *قهرمان                                         | مسابقات شکل نگرفته بود                   | مسابقات شکل نگرفته بود                   | مسابقات شکل نگرفته بود                   | —                                        | —                                        | کوزه‌کنانی                                | ۹                                        |
| ۱۶                                       | ۴۱–۱۳۴۰                                  | قهرمانی باشگاه‌های تهران                                                           | ۷                                                                                 | ۴                                                                                 | ۰                                                                                 | ۳                                                                                 | ۱۶                                                                                | ۱۵                                                                                | ۸                                                                                 | سوم                                                                               | *شرکت نکرد                                      | مسابقات شکل نگرفته بود                   | مسابقات شکل نگرفته بود                   | مسابقات شکل نگرفته بود                   | —                                        | —                                        | جدی‌کار                                   | ۷                                        |
| ۱۷                                       | ۱۳۴۱                                     | قهرمانی باشگاه‌های تهران                                                           | ۱۱                                                                                | ۹                                                                                 | ۲                                                                                 | ۰                                                                                 | ۲۶                                                                                | ۴                                                                                 | ۲۰                                                                                | قهرمان                                                                            | *شرکت نکرد                                      | مسابقات شکل نگرفته بود                   | مسابقات شکل نگرفته بود                   | مسابقات شکل نگرفته بود                   | —                                        | —                                        | [ ع ]                                    | [ ع ]                                    |
| ۱۸                                       | ۱۳۴۲                                     | به دلیل برگزاری مسابقات مقدماتی المپیک ۱۹۶۴ بازی‌های برگزار نشدند                  | به دلیل برگزاری مسابقات مقدماتی المپیک ۱۹۶۴ بازی‌های برگزار نشدند                  | به دلیل برگزاری مسابقات مقدماتی المپیک ۱۹۶۴ بازی‌های برگزار نشدند                  | به دلیل برگزاری مسابقات مقدماتی المپیک ۱۹۶۴ بازی‌های برگزار نشدند                  | به دلیل برگزاری مسابقات مقدماتی المپیک ۱۹۶۴ بازی‌های برگزار نشدند                  | به دلیل برگزاری مسابقات مقدماتی المپیک ۱۹۶۴ بازی‌های برگزار نشدند                  | به دلیل برگزاری مسابقات مقدماتی المپیک ۱۹۶۴ بازی‌های برگزار نشدند                  | به دلیل برگزاری مسابقات مقدماتی المپیک ۱۹۶۴ بازی‌های برگزار نشدند                  | به دلیل برگزاری مسابقات مقدماتی المپیک ۱۹۶۴ بازی‌های برگزار نشدند                  | *شرکت نکرد                                      | مسابقات شکل نگرفته بود                   | مسابقات شکل نگرفته بود                   | مسابقات شکل نگرفته بود                   | —                                        | —                                        | —                                        | —                                        |
| ۱۹                                       | ۱۳۴۳                                     | قهرمانی باشگاه‌های تهران                                                           | ۶                                                                                 | ۴                                                                                 | ۲                                                                                 | ۰                                                                                 | ۸                                                                                 | ۱                                                                                 | ۱۰                                                                                | ناتمام                                                                            | *برگزار نشد                                     | مسابقات شکل نگرفته بود                   | مسابقات شکل نگرفته بود                   | مسابقات شکل نگرفته بود                   | ج. دوستی                                 | ناتمام                                   | اعلم                                     | ۲                                        |
| ۲۰                                       | ۱۳۴۴                                     | قهرمانی باشگاه‌های تهران                                                           | ۱۲                                                                                | ۶                                                                                 | ۳                                                                                 | ۳                                                                                 | ۲۴                                                                                | ۱۳                                                                                | ۱۵                                                                                | ششم                                                                               | *برگزار نشد                                     | مسابقات شکل نگرفته بود                   | مسابقات شکل نگرفته بود                   | مسابقات شکل نگرفته بود                   | —                                        | —                                        | شرکا هاروتونیان                          | ۵                                        |
| ۲۱                                       | ۴۵–۱۳۴۴                                  | قهرمانی باشگاه‌های تهران                                                           | ۱۱                                                                                | ۶                                                                                 | ۱                                                                                 | ۴                                                                                 | ۲۱                                                                                | ۸                                                                                 | ۱۳                                                                                | پنجم                                                                              | *برگزار نشد                                     | مسابقات شکل نگرفته بود                   | مسابقات شکل نگرفته بود                   | مسابقات شکل نگرفته بود                   | —                                        | —                                        | جباری                                    | ۸                                        |
| ۲۲                                       | ۱۳۴۶                                     | قهرمانی باشگاه‌های تهران                                                           | ۱۲                                                                                | ۶                                                                                 | ۲                                                                                 | ۴                                                                                 | ۱۴                                                                                | ۱۱                                                                                | ۱۴                                                                                | چهارم                                                                             | *برگزار نشد                                     | مسابقات شکل نگرفته بود                   | ایران نماینده‌ای نفرستاد                  | ایران نماینده‌ای نفرستاد                  | —                                        | —                                        | جباری                                    | ۶                                        |
| ۲۳                                       | ۴۸–۱۳۴۷                                  | م. قهرمانی باشگاه‌های تهران                                                        | ۴                                                                                 | ۴                                                                                 | ۰                                                                                 | ۰                                                                                 | ۹                                                                                 | ۰                                                                                 | ۸                                                                                 | صعود                                                                              | *حذف                                            | مسابقات شکل نگرفته بود                   | برگزار نشد                               | برگزار نشد                               | —                                        | —                                        | جباری                                    | ۱۴                                       |
| ۲۳                                       | ۴۸–۱۳۴۷                                  | قهرمانی باشگاه‌های تهران                                                           | ۷                                                                                 | ۵                                                                                 | ۱                                                                                 | ۱                                                                                 | ۱۹                                                                                | ۳                                                                                 | ۱۹                                                                                | قهرمان                                                                            | *حذف                                            | مسابقات شکل نگرفته بود                   | برگزار نشد                               | برگزار نشد                               | —                                        | —                                        | جباری                                    | ۱۴                                       |
| ۲۴                                       | ۱۳۴۸                                     | قهرمانی باشگاه‌های تهران                                                           | ۱۵                                                                                | ۹                                                                                 | ۵                                                                                 | ۱                                                                                 | ۳۳                                                                                | ۴                                                                                 | ۲۳                                                                                | دوم                                                                               | *برگزار نشد                                     | مسابقات شکل نگرفته بود                   | راه نیافت                                | راه نیافت                                | ج. میلز                                  | قهرمان                                   | جباری                                    | ۱۳                                       |
| ۲۵                                       | ۱۳۴۹                                     | م. جام منطقه‌ای                                                                    | ۳                                                                                 | ۳                                                                                 | ۰                                                                                 | ۰                                                                                 | ۵                                                                                 | ۱                                                                                 | ۶                                                                                 | صعود                                                                              | *نایب‌قهرمان                                     | مسابقات شکل نگرفته بود                   | باشگاهی قهرمانی آسیا                     | قهرمان                                   | ج. میلز                                  | قهرمان                                   | مظلومی                                   | ۱۳                                       |
| ۲۵                                       | ۱۳۴۹                                     | جام منطقه‌ای ایران                                                                 | ۵                                                                                 | ۳                                                                                 | ۲                                                                                 | ۰                                                                                 | ۹                                                                                 | ۳                                                                                 | ۸                                                                                 | قهرمان                                                                            | *نایب‌قهرمان                                     | مسابقات شکل نگرفته بود                   | باشگاهی قهرمانی آسیا                     | قهرمان                                   | ج. میلز                                  | قهرمان                                   | مظلومی                                   | ۱۳                                       |
| ۲۶                                       | ۱۳۵۰                                     | قهرمانی باشگاه‌های تهران                                                           | ۱۴                                                                                | ۱۰                                                                                | ۴                                                                                 | ۰                                                                                 | ۳۴                                                                                | ۹                                                                                 | ۲۴                                                                                | قهرمان                                                                            | برگزار نشد                                      | مسابقات شکل نگرفته بود                   | باشگاهی قهرمانی آسیا                     | سوم                                      | ج. میلز                                  | قهرمان                                   | جباری                                    | ۱۵                                       |
| ۲۶                                       | ۱۳۵۰                                     | م. جام منطقه‌ای ایران                                                              | ۴                                                                                 | ۴                                                                                 | ۰                                                                                 | ۰                                                                                 | ۱۱                                                                                | ۱                                                                                 | ۸                                                                                 | صعود                                                                              | برگزار نشد                                      | مسابقات شکل نگرفته بود                   | باشگاهی قهرمانی آسیا                     | سوم                                      | ج. میلز                                  | قهرمان                                   | جباری                                    | ۱۵                                       |
| ۲۶                                       | ۱۳۵۰                                     | قهرمانی باشگاه‌های تهران                                                           | ۱                                                                                 | ۱                                                                                 | ۰                                                                                 | ۰                                                                                 | ۱                                                                                 | ۰                                                                                 | ۲                                                                                 | ناتمام                                                                            | برگزار نشد                                      | مسابقات شکل نگرفته بود                   | باشگاهی قهرمانی آسیا                     | سوم                                      | ج. میلز                                  | قهرمان                                   | جباری                                    | ۱۵                                       |
| ۲۶                                       | ۱۳۵۰                                     | جام منطقه‌ای ایران                                                                 | ۱۴                                                                                | ۹                                                                                 | ۰                                                                                 | ۵                                                                                 | ۲۹                                                                                | ۱۳                                                                                | ۱۸                                                                                | سوم                                                                               | برگزار نشد                                      | مسابقات شکل نگرفته بود                   | باشگاهی قهرمانی آسیا                     | سوم                                      | ج. میلز                                  | قهرمان                                   | جباری                                    | ۱۵                                       |
| ۲۷                                       | ۱۳۵۱                                     | قهرمانی باشگاه‌های تهران                                                           | ۱۵                                                                                | ۱۲                                                                                | ۳                                                                                 | ۰                                                                                 | ۲۸                                                                                | ۵                                                                                 | ۲۷                                                                                | قهرمان                                                                            | برگزار نشد                                      | مسابقات شکل نگرفته بود                   | برگزار نشد                               | برگزار نشد                               | ج. دوستی                                 | قهرمان                                   | جباری                                    | ۱۰                                       |
| ۲۷                                       | ۱۳۵۱                                     | قهرمانی باشگاه‌های تهران                                                           | ۱۵                                                                                | ۱۲                                                                                | ۳                                                                                 | ۰                                                                                 | ۲۸                                                                                | ۵                                                                                 | ۲۷                                                                                | قهرمان                                                                            | برگزار نشد                                      | مسابقات شکل نگرفته بود                   | برگزار نشد                               | برگزار نشد                               | ج. میلز                                  | نیمه‌نهایی                                | جباری                                    | ۱۰                                       |
| ۲۸                                       | ۱۳۵۲                                     | جام تخت جمشید                                                                     | ۲۲                                                                                | ۱۴                                                                                | ۶                                                                                 | ۲                                                                                 | ۴۴                                                                                | ۱۵                                                                                | ۳۴                                                                                | دوم                                                                               | برگزار نشد                                      | مسابقات شکل نگرفته بود                   | برگزار نشد                               | برگزار نشد                               | ج. اتحاد                                 | قهرمان                                   | مظلومی                                   | ۱۵                                       |
| ۲۸                                       | ۱۳۵۲                                     | جام تخت جمشید                                                                     | ۲۲                                                                                | ۱۴                                                                                | ۶                                                                                 | ۲                                                                                 | ۴۴                                                                                | ۱۵                                                                                | ۳۴                                                                                | دوم                                                                               | برگزار نشد                                      | مسابقات شکل نگرفته بود                   | برگزار نشد                               | برگزار نشد                               | ج. اعلم                                  | سوم                                      | مظلومی                                   | ۱۵                                       |
| ۲۹                                       | ۱۳۵۳                                     | جام تخت جمشید                                                                     | ۲۲                                                                                | ۱۵                                                                                | ۳                                                                                 | ۴                                                                                 | ۳۰                                                                                | ۱۴                                                                                | ۳۳                                                                                | قهرمان                                                                            | برگزار نشد                                      | مسابقات شکل نگرفته بود                   | برگزار نشد                               | برگزار نشد                               | —                                        | —                                        | مظلومی                                   | ۱۰                                       |
| ۳۰                                       | ۱۳۵۴                                     | جام تخت جمشید                                                                     | ۳۰                                                                                | ۱۲                                                                                | ۱۲                                                                                | ۶                                                                                 | ۳۳                                                                                | ۲۱                                                                                | ۳۶                                                                                | چهارم                                                                             | برگزار نشد                                      | مسابقات شکل نگرفته بود                   | برگزار نشد                               | برگزار نشد                               | —                                        | —                                        | مظلومی                                   | ۹                                        |
| ۳۱                                       | ۱۳۵۵                                     | جام تخت جمشید                                                                     | ۳۰                                                                                | ۱۱                                                                                | ۱۳                                                                                | ۶                                                                                 | ۲۸                                                                                | ۱۹                                                                                | ۳۵                                                                                | چهارم                                                                             | یک شانزدهم                                      | مسابقات شکل نگرفته بود                   | برگزار نشد                               | برگزار نشد                               | ج. نیرلو                                 | مرحله اول                                | نراقی                                    | ۷                                        |
| ۳۲                                       | ۱۳۵۶                                     | جام تخت جمشید                                                                     | ۳۰                                                                                | ۱۴                                                                                | ۷                                                                                 | ۹                                                                                 | ۳۲                                                                                | ۲۲                                                                                | ۳۵                                                                                | چهارم                                                                             | یک چهارم نهایی                                  | مسابقات شکل نگرفته بود                   | برگزار نشد                               | برگزار نشد                               | —                                        | —                                        | نراقی                                    | ۱۰                                       |
| ۳۳                                       | ۱۳۵۷                                     | ج. ت.ج.                                                                           | ۱۲                                                                                | ۷                                                                                 | ۳                                                                                 | ۲                                                                                 | ۱۲                                                                                | ۷                                                                                 | ۱۷                                                                                | سوم                                                                               | قهرمان                                          | مسابقات شکل نگرفته بود                   | برگزار نشد                               | برگزار نشد                               | ج. موستار                                | چهارم                                    | مظلومی                                   | ۹                                        |
| ۳۴                                       | ۱۳۵۸                                     | ج.ب. تهران                                                                        | ۲                                                                                 | ۰                                                                                 | ۱                                                                                 | ۱                                                                                 | ۰                                                                                 | ۲                                                                                 | ۱                                                                                 | ناتمام                                                                            | برگزار نشد                                      | مسابقات شکل نگرفته بود                   | برگزار نشد                               | برگزار نشد                               | ج. اسپندی                                | مرحله دوم                                | —                                        | —                                        |
| ۳۵                                       | ۱۳۵۹                                     | م.ج.ب. تهران                                                                      | ۷                                                                                 | ۶                                                                                 | ۱                                                                                 | ۰                                                                                 | ۲۷                                                                                | ۱                                                                                 | ۱۳                                                                                | ناتمام                                                                            | *حذف                                            | مسابقات شکل نگرفته بود                   | برگزار نشد                               | برگزار نشد                               | —                                        | —                                        | مظلومی چنگیز                             | ۵                                        |
| ۳۶                                       | ۱۳۶۰                                     | جام باشگاه‌های تهران                                                               | ۱۳                                                                                | ۵                                                                                 | ۶                                                                                 | ۲                                                                                 | ۱۶                                                                                | ۸                                                                                 | ۲۱                                                                                | چهارم                                                                             | *حذف                                            | مسابقات شکل نگرفته بود                   | برگزار نشد                               | برگزار نشد                               | ج. وحدت                                  | مرحله گروهی                              | مظلومی چنگیز                             | ۴                                        |
| ۳۷                                       | ۱۳۶۱                                     | جام باشگاه‌های تهران                                                               | ۱۷                                                                                | ۱۱                                                                                | ۵                                                                                 | ۱                                                                                 | ۳۱                                                                                | ۷                                                                                 | ۲۷                                                                                | دوم                                                                               | *حذف                                            | مسابقات شکل نگرفته بود                   | برگزار نشد                               | برگزار نشد                               | —                                        | —                                        | مظلومی                                   | ۹                                        |
| ۳۸                                       | ۱۳۶۲                                     | جام باشگاه‌های تهران                                                               | ۱۷                                                                                | ۱۲                                                                                | ۴                                                                                 | ۱                                                                                 | ۲۸                                                                                | ۵                                                                                 | ۲۸                                                                                | قهرمان                                                                            | *حذف                                            | مسابقات شکل نگرفته بود                   | برگزار نشد                               | برگزار نشد                               | —                                        | —                                        | مظلومی بیانی                             | ۶                                        |
| ۳۹                                       | ۱۳۶۳                                     | ج.ب. تهران                                                                        | ۶                                                                                 | ۶                                                                                 | ۰                                                                                 | ۰                                                                                 | ۱۵                                                                                | ۳                                                                                 | ۱۲                                                                                | ناتمام                                                                            | برگزار نشد                                      | مسابقات شکل نگرفته بود                   | راه نیافت                                | راه نیافت                                | —                                        | —                                        | چنگیز                                    | ۵                                        |
| ۴۰                                       | ۱۳۶۴                                     | جام باشگاه‌های تهران                                                               | ۱۱                                                                                | ۸                                                                                 | ۱                                                                                 | ۲                                                                                 | ۲۲                                                                                | ۸                                                                                 | ۱۷                                                                                | قهرمان                                                                            | برگزار نشد                                      | مسابقات شکل نگرفته بود                   | راه نیافت                                | راه نیافت                                | —                                        | —                                        | مختاری‌فر چنگیز                           | ۶                                        |
| ۴۱                                       | ۱۳۶۵                                     | جام باشگاه‌های تهران                                                               | ۱۰                                                                                | ۶                                                                                 | ۳                                                                                 | ۱                                                                                 | ۱۴                                                                                | ۸                                                                                 | ۱۳                                                                                | سوم                                                                               | شرکت نکرد                                       | مسابقات شکل نگرفته بود                   | راه نیافت                                | راه نیافت                                | ج. هفته جنگ                              | مرحله گروهی                              | نامجومطلق                                | ۴                                        |
| ۴۱                                       | ۱۳۶۵                                     | جام باشگاه‌های تهران                                                               | ۱۰                                                                                | ۶                                                                                 | ۳                                                                                 | ۱                                                                                 | ۱۴                                                                                | ۸                                                                                 | ۱۳                                                                                | سوم                                                                               | * انصراف                                        | مسابقات شکل نگرفته بود                   | راه نیافت                                | راه نیافت                                | ج. هفته جنگ                              | مرحله گروهی                              | نامجومطلق                                | ۴                                        |
| ۴۲                                       | ۱۳۶۶                                     | جام باشگاه‌های تهران                                                               | ۱۷                                                                                | ۹                                                                                 | ۵                                                                                 | ۳                                                                                 | ۱۹                                                                                | ۷                                                                                 | ۲۳                                                                                | سوم                                                                               | نیمه‌نهایی                                       | مسابقات شکل نگرفته بود                   | راه نیافت                                | راه نیافت                                | —                                        | —                                        | مظلومی                                   | ۱۳                                       |
| ۴۲                                       | ۱۳۶۶                                     | جام باشگاه‌های تهران                                                               | ۱۷                                                                                | ۹                                                                                 | ۵                                                                                 | ۳                                                                                 | ۱۹                                                                                | ۷                                                                                 | ۲۳                                                                                | سوم                                                                               | *نیمه‌نهایی                                      | مسابقات شکل نگرفته بود                   | راه نیافت                                | راه نیافت                                | —                                        | —                                        | مظلومی                                   | ۱۳                                       |
| ۴۳                                       | ۱۳۶۷                                     | جام باشگاه‌های تهران                                                               | ۱۶                                                                                | ۷                                                                                 | ۷                                                                                 | ۲                                                                                 | ۱۳                                                                                | ۲۰                                                                                | ۲۱                                                                                | چهارم                                                                             | یک‌چهارم                                         | مسابقات شکل نگرفته بود                   | راه نیافت                                | راه نیافت                                | —                                        | —                                        | گروسی مختاری‌فر                           | ۱۰                                       |
| ۴۳                                       | ۱۳۶۷                                     | جام باشگاه‌های تهران                                                               | ۱۶                                                                                | ۷                                                                                 | ۷                                                                                 | ۲                                                                                 | ۱۳                                                                                | ۲۰                                                                                | ۲۱                                                                                | چهارم                                                                             | *نیمه‌نهایی                                      | مسابقات شکل نگرفته بود                   | راه نیافت                                | راه نیافت                                | —                                        | —                                        | گروسی مختاری‌فر                           | ۱۰                                       |
| ۴۴                                       | ۶۹–۱۳۶۸                                  | جام قدس                                                                           | ۲۰                                                                                | ۱۵                                                                                | ۳                                                                                 | ۲                                                                                 | ۵۲                                                                                | ۱۰                                                                                | ۳۳                                                                                | قهرمان                                                                            | برگزار نشد                                      | مسابقات شکل نگرفته بود                   | راه نیافت                                | راه نیافت                                | ج. میلز                                  | قهرمان                                   | مرفاوی                                   | ۱۹                                       |
| ۴۴                                       | ۶۹–۱۳۶۸                                  | جام باشگاه‌های تهران                                                               | ۱۵                                                                                | ۱۱                                                                                | ۲                                                                                 | ۲                                                                                 | ۲۷                                                                                | ۷                                                                                 | ۲۴                                                                                | دوم                                                                               | برگزار نشد                                      | مسابقات شکل نگرفته بود                   | راه نیافت                                | راه نیافت                                | ج. بوردولوی                              | قهرمان                                   | مرفاوی                                   | ۱۹                                       |
| ۴۵                                       | ۱۳۶۹                                     | جام باشگاه‌های تهران                                                               | ۱۷                                                                                | ۱۲                                                                                | ۵                                                                                 | ۰                                                                                 | ۲۹                                                                                | ۶                                                                                 | ۲۷                                                                                | دوم                                                                               | نایب‌قهرمان                                      | مسابقات شکل نگرفته بود                   | جام باشگاه‌های آسیا                       | یک‌چهارم                                  | —                                        | —                                        | مرفاوی                                   | ۱۴                                       |
| ۴۶                                       | ۷۱–۱۳۷۰                                  | لیگ آزادگان                                                                       | ۲۲                                                                                | ۱۲                                                                                | ۸                                                                                 | ۲                                                                                 | ۳۰                                                                                | ۱۵                                                                                | ۳۲                                                                                | دوم                                                                               | یک‌چهارم                                         | مسابقات شکل نگرفته بود                   | جام باشگاه‌های آسیا                       | قهرمان                                   | ج. استقلال قطر                           | قهرمان                                   | مرفاوی                                   | ۲۰                                       |
| ۴۶                                       | ۷۱–۱۳۷۰                                  | جام باشگاه‌های تهران                                                               | ۱۵                                                                                | ۱۰                                                                                | ۵                                                                                 | ۰                                                                                 | ۲۹                                                                                | ۸                                                                                 | ۲۵                                                                                | قهرمان                                                                            | *حذف                                            | مسابقات شکل نگرفته بود                   | جام باشگاه‌های آسیا                       | نایب‌قهرمان                               | ج. استقلال قطر                           | قهرمان                                   | مرفاوی                                   | ۲۰                                       |
| ۴۷                                       | ۱۳۷۱                                     | لیگ آزادگان                                                                       | ۱۴                                                                                | ۴                                                                                 | ۸                                                                                 | ۲                                                                                 | ۸                                                                                 | ۱۰                                                                                | ۱۶                                                                                | پنجم                                                                              | برگزار نشد                                      | مسابقات شکل نگرفته بود                   | راه نیافت                                | راه نیافت                                | جش. بسیج                                 | قهرمان                                   | سرخاب                                    | ۶                                        |
| ۴۷                                       | ۱۳۷۱                                     | سوپر جام تهران                                                                    | ۷                                                                                 | ۰                                                                                 | ۵                                                                                 | ۲                                                                                 | ۶                                                                                 | ۱۰                                                                                | ۵                                                                                 | هفتم                                                                              | برگزار نشد                                      | مسابقات شکل نگرفته بود                   | راه نیافت                                | راه نیافت                                | جش. بسیج                                 | قهرمان                                   | سرخاب                                    | ۶                                        |
| ۴۸                                       | ۱۳۷۲                                     | لیگ ۳                                                                             | ۲۴                                                                                | ۱۶                                                                                | ۶                                                                                 | ۲                                                                                 | ۴۵                                                                                | ۱۵                                                                                | ۳۰                                                                                | قهرمان                                                                            | یک‌چهارم                                         | مسابقات شکل نگرفته بود                   | راه نیافت                                | راه نیافت                                | ج. نقش جهان اصفهان                       | سوم                                      | سرخاب                                    | ۱۱                                       |
| ۴۸                                       | ۱۳۷۲                                     | لیگ ۳                                                                             | ۲۴                                                                                | ۱۶                                                                                | ۶                                                                                 | ۲                                                                                 | ۴۵                                                                                | ۱۵                                                                                | ۳۰                                                                                | قهرمان                                                                            | یک‌چهارم                                         | مسابقات شکل نگرفته بود                   | راه نیافت                                | راه نیافت                                | ج. جمعه مبارک                            | مرحله گروهی                              | سرخاب                                    | ۱۱                                       |
| ۴۹                                       | ۱۳۷۳                                     | سوپر جام تهران                                                                    | ۶                                                                                 | ۴                                                                                 | ۲                                                                                 | ۰                                                                                 | ۹                                                                                 | ۵                                                                                 | ۱۰                                                                                | اول                                                                               | *دور سوم                                        | مسابقات شکل نگرفته بود                   | راه نیافت                                | راه نیافت                                | ج. وحدت امارات                           | مرحله گروهی                              | اختر                                     | ۱۱                                       |
| ۴۹                                       | ۱۳۷۳                                     | لیگ آزادگان                                                                       | ۲۲                                                                                | ۱۰                                                                                | ۷                                                                                 | ۵                                                                                 | ۲۵                                                                                | ۲۰                                                                                | ۲۷                                                                                | دوم                                                                               | *دور سوم                                        | مسابقات شکل نگرفته بود                   | راه نیافت                                | راه نیافت                                | ج. وحدت امارات                           | مرحله گروهی                              | اختر                                     | ۱۱                                       |
| ۵۰                                       | ۷۵–۱۳۷۴                                  | لیگ آزادگان                                                                       | ۳۰                                                                                | ۱۴                                                                                | ۹                                                                                 | ۷                                                                                 | ۴۱                                                                                | ۲۶                                                                                | ۵۱                                                                                | سوم                                                                               | قهرمان                                          | مسابقات شکل نگرفته بود                   | راه نیافت                                | راه نیافت                                | ج. نقش جهان اصفهان                       | مرحله گروهی                              | اختر                                     | ۱۲                                       |
| ۵۱                                       | ۷۶–۱۳۷۵                                  | لیگ آزادگان                                                                       | ۳۰                                                                                | ۱۱                                                                                | ۸                                                                                 | ۱۱                                                                                | ۴۲                                                                                | ۳۹                                                                                | ۴۱                                                                                | ششم                                                                               | یک‌چهارم                                         | مسابقات شکل نگرفته بود                   | جام برندگان جام آسیا                     | چهارم                                    | ج. نقش جهان اصفهان                       | چهارم                                    | مرفاوی                                   | ۱۶                                       |
| ۵۱                                       | ۷۶–۱۳۷۵                                  | لیگ آزادگان                                                                       | ۳۰                                                                                | ۱۱                                                                                | ۸                                                                                 | ۱۱                                                                                | ۴۲                                                                                | ۳۹                                                                                | ۴۱                                                                                | ششم                                                                               | یک‌چهارم                                         | مسابقات شکل نگرفته بود                   | جام برندگان جام آسیا                     | چهارم                                    | ج. صداقت امارات                          | دوم                                      | مرفاوی                                   | ۱۶                                       |
| ۵۲                                       | ۷۷–۱۳۷۶                                  | لیگ آزادگان                                                                       | ۲۸                                                                                | ۱۶                                                                                | ۱۰                                                                                | ۲                                                                                 | ۴۶                                                                                | ۲۱                                                                                | ۵۸                                                                                | قهرمان                                                                            | برگزار نشد                                      | مسابقات شکل نگرفته بود                   | راه نیافت                                | راه نیافت                                | ج. خزر                                   | قهرمان                                   | اکبرپور ملکیان                           | ۱۰                                       |
| ۵۲                                       | ۷۷–۱۳۷۶                                  | لیگ آزادگان                                                                       | ۲۸                                                                                | ۱۶                                                                                | ۱۰                                                                                | ۲                                                                                 | ۴۶                                                                                | ۲۱                                                                                | ۵۸                                                                                | قهرمان                                                                            | برگزار نشد                                      | مسابقات شکل نگرفته بود                   | راه نیافت                                | راه نیافت                                | ج. پرچم ترکمنستان                        | قهرمان                                   | اکبرپور ملکیان                           | ۱۰                                       |
| ۵۳                                       | ۷۸–۱۳۷۷                                  | لیگ آزادگان                                                                       | ۳۰                                                                                | ۱۴                                                                                | ۱۱                                                                                | ۵                                                                                 | ۵۰                                                                                | ۲۸                                                                                | ۵۳                                                                                | دوم                                                                               | نایب‌قهرمان                                      | مسابقات شکل نگرفته بود                   | جام باشگاه‌های آسیا                       | نایب‌قهرمان                               | —                                        | —                                        | موسوی                                    | ۱۵                                       |
| ۵۴                                       | ۷۹–۱۳۷۸                                  | لیگ آزادگان                                                                       | ۲۶                                                                                | ۱۲                                                                                | ۱۱                                                                                | ۳                                                                                 | ۳۲                                                                                | ۱۶                                                                                | ۴۷                                                                                | دوم                                                                               | قهرمان                                          | مسابقات شکل نگرفته بود                   | جام برندگان جام آسیا                     | دور دوم                                  | ج. کیش                                   | سوم                                      | لطیفی                                    | ۱۴                                       |
| ۵۵                                       | ۸۰–۱۳۷۹                                  | لیگ آزادگان                                                                       | ۲۲                                                                                | ۱۵                                                                                | ۵                                                                                 | ۲                                                                                 | ۵۰                                                                                | ۲۱                                                                                | ۵۰                                                                                | قهرمان                                                                            | نیمه‌نهایی                                       | مسابقات شکل نگرفته بود                   | جام برندگان جام آسیا                     | چهارم                                    | —                                        | —                                        | سامره                                    | ۱۴                                       |
| ۵۶                                       | ۸۱–۱۳۸۰                                  | لیگ برتر                                                                          | ۲۶                                                                                | ۱۳                                                                                | ۹                                                                                 | ۴                                                                                 | ۳۶                                                                                | ۱۳                                                                                | ۴۹                                                                                | دوم                                                                               | قهرمان                                          | مسابقات شکل نگرفته بود                   | جام باشگاه‌های آسیا                       | سوم                                      | ج. مشهد                                  | سوم                                      | فاطمی                                    | ۱۸                                       |
| ۵۶                                       | ۸۱–۱۳۸۰                                  | لیگ برتر                                                                          | ۲۶                                                                                | ۱۳                                                                                | ۹                                                                                 | ۴                                                                                 | ۳۶                                                                                | ۱۳                                                                                | ۴۹                                                                                | دوم                                                                               | قهرمان                                          | مسابقات شکل نگرفته بود                   | جام باشگاه‌های آسیا                       | سوم                                      | ج. اتحادیه ایران                         | مرحله سوم                                | فاطمی                                    | ۱۸                                       |
| ۵۶                                       | ۸۱–۱۳۸۰                                  | لیگ برتر                                                                          | ۲۶                                                                                | ۱۳                                                                                | ۹                                                                                 | ۴                                                                                 | ۳۶                                                                                | ۱۳                                                                                | ۴۹                                                                                | دوم                                                                               | قهرمان                                          | مسابقات شکل نگرفته بود                   | جام باشگاه‌های آسیا                       | سوم                                      | ج. کیش                                   | قهرمان                                   | فاطمی                                    | ۱۸                                       |
| ۵۷                                       | ۸۲–۱۳۸۱                                  | لیگ برتر                                                                          | ۲۶                                                                                | ۸                                                                                 | ۸                                                                                 | ۱۰                                                                                | ۳۲                                                                                | ۳۰                                                                                | ۳۲                                                                                | نهم                                                                               | یک‌هشتم                                          | مسابقات شکل نگرفته بود                   | لیگ قهرمانان آسیا                        | مرحله گروهی                              | ج. دوستی عربستان                         | مرحله گروهی                              | سامره                                    | ۹                                        |
| ۵۷                                       | ۸۲–۱۳۸۱                                  | لیگ برتر                                                                          | ۲۶                                                                                | ۸                                                                                 | ۸                                                                                 | ۱۰                                                                                | ۳۲                                                                                | ۳۰                                                                                | ۳۲                                                                                | نهم                                                                               | یک‌هشتم                                          | مسابقات شکل نگرفته بود                   | لیگ قهرمانان آسیا                        | مرحله گروهی                              | ج. اتحادیه ایران                         | قهرمان                                   | سامره                                    | ۹                                        |
| ۵۸                                       | ۸۳–۱۳۸۲                                  | لیگ برتر                                                                          | ۲۶                                                                                | ۱۴                                                                                | ۹                                                                                 | ۳                                                                                 | ۴۶                                                                                | ۳۱                                                                                | ۵۱                                                                                | دوم                                                                               | نایب‌قهرمان                                      | مسابقات شکل نگرفته بود                   | راه نیافت                                | راه نیافت                                | ج. اتحادیه تهران                         | سوم                                      | عنایتی                                   | ۱۵                                       |
| ۵۹                                       | ۸۴–۱۳۸۳                                  | لیگ برتر                                                                          | ۳۰                                                                                | ۱۶                                                                                | ۱۰                                                                                | ۴                                                                                 | ۵۱                                                                                | ۳۵                                                                                | ۵۸                                                                                | سوم                                                                               | یک شانزدهم                                      | مسابقات شکل نگرفته بود                   | راه نیافت                                | راه نیافت                                | ج. صلح و دوستی                           | دوم                                      | عنایتی                                   | ۲۰                                       |
| ۵۹                                       | ۸۴–۱۳۸۳                                  | لیگ برتر                                                                          | ۳۰                                                                                | ۱۶                                                                                | ۱۰                                                                                | ۴                                                                                 | ۵۱                                                                                | ۳۵                                                                                | ۵۸                                                                                | سوم                                                                               | یک شانزدهم                                      | مسابقات شکل نگرفته بود                   | راه نیافت                                | راه نیافت                                | ج. شیخ راشد دبی                          | ناتمام                                   | عنایتی                                   | ۲۰                                       |
| ۶۰                                       | ۸۵–۱۳۸۴                                  | لیگ برتر                                                                          | ۳۰                                                                                | ۱۶                                                                                | ۱۱                                                                                | ۳                                                                                 | ۴۴                                                                                | ۱۷                                                                                | ۵۹                                                                                | قهرمان                                                                            | انصراف                                          | راه نیافت                                | راه نیافت                                | راه نیافت                                | ج. صلح و دوستی                           | قهرمان                                   | عنایتی                                   | ۲۲                                       |
| ۶۱                                       | ۸۶–۱۳۸۵                                  | لیگ برتر                                                                          | ۳۰                                                                                | ۱۴                                                                                | ۱۰                                                                                | ۶                                                                                 | ۳۹                                                                                | ۳۰                                                                                | ۵۲                                                                                | چهارم                                                                             | یک شانزدهم                                      | برگزار نشد                               | لیگ قهرمانان آسیا                        | حذف شد                                   | —                                        | —                                        | بائو                                     | ۶                                        |
| ۶۲                                       | ۸۷–۱۳۸۶                                  | لیگ برتر                                                                          | ۳۴                                                                                | ۱۱                                                                                | ۱۰                                                                                | ۱۳                                                                                | ۴۴                                                                                | ۴۴                                                                                | ۴۳                                                                                | سیزدهم                                                                            | قهرمان                                          | برگزار نشد                               | راه نیافت                                | راه نیافت                                | —                                        | —                                        | برهانی                                   | ۱۱                                       |
| ۶۳                                       | ۸۸–۱۳۸۷                                  | لیگ برتر                                                                          | ۳۴                                                                                | ۱۹                                                                                | ۹                                                                                 | ۶                                                                                 | ۷۰                                                                                | ۳۴                                                                                | ۶۶                                                                                | قهرمان                                                                            | یک شانزدهم                                      | برگزار نشد                               | لیگ قهرمانان آسیا                        | دور گروهی                                | —                                        | —                                        | برهانی                                   | ۲۸                                       |
| ۶۴                                       | ۸۹–۱۳۸۸                                  | لیگ برتر                                                                          | ۳۴                                                                                | ۱۶                                                                                | ۱۱                                                                                | ۷                                                                                 | ۴۹                                                                                | ۳۲                                                                                | ۵۹                                                                                | سوم                                                                               | یک‌هشتم                                          | برگزار نشد                               | لیگ قهرمانان آسیا                        | یک‌هشتم                                   | —                                        | —                                        | مجیدی                                    | ۱۶                                       |
| ۶۵                                       | ۹۰–۱۳۸۹                                  | لیگ برتر                                                                          | ۳۴                                                                                | ۱۸                                                                                | ۱۱                                                                                | ۵                                                                                 | ۵۵                                                                                | ۳۴                                                                                | ۶۵                                                                                | دوم                                                                               | نیمه‌نهایی                                       | برگزار نشد                               | لیگ قهرمانان آسیا                        | دور گروهی                                | ج. ولایت                                 | رده‌بندی                                  | برهانی مجیدی                             | ۱۶                                       |
| ۶۶                                       | ۹۱–۱۳۹۰                                  | لیگ برتر                                                                          | ۳۴                                                                                | ۱۹                                                                                | ۹                                                                                 | ۶                                                                                 | ۵۸                                                                                | ۳۴                                                                                | ۶۶                                                                                | سوم                                                                               | قهرمان                                          | برگزار نشد                               | لیگ قهرمانان آسیا                        | یک‌هشتم                                   | ج. ولایت                                 | سوم                                      | جباری                                    | ۱۳                                       |
| ۶۷                                       | ۹۲–۱۳۹۱                                  | لیگ برتر                                                                          | ۳۴                                                                                | ۱۹                                                                                | ۱۰                                                                                | ۵                                                                                 | ۴۲                                                                                | ۱۸                                                                                | ۶۷                                                                                | قهرمان                                                                            | نیمه‌نهایی                                       | برگزار نشد                               | لیگ قهرمانان آسیا                        | یک‌هشتم                                   | —                                        | —                                        | برهانی                                   | ۱۵                                       |
| ۶۸                                       | ۹۳–۱۳۹۲                                  | لیگ برتر                                                                          | ۳۰                                                                                | ۱۵                                                                                | ۹                                                                                 | ۶                                                                                 | ۳۴                                                                                | ۲۵                                                                                | ۵۳                                                                                | پنجم                                                                              | نیمه‌نهایی                                       | برگزار نشد                               | لیگ قهرمانان آسیا                        | نیمه‌نهایی                                | —                                        | —                                        | قاضی عمران‌زاده                           | ۸                                        |
| ۶۸                                       | ۹۳–۱۳۹۲                                  | لیگ برتر                                                                          | ۳۰                                                                                | ۱۵                                                                                | ۹                                                                                 | ۶                                                                                 | ۳۴                                                                                | ۲۵                                                                                | ۵۳                                                                                | پنجم                                                                              | نیمه‌نهایی                                       | برگزار نشد                               | لیگ قهرمانان آسیا                        | دور گروهی                                | —                                        | —                                        | قاضی عمران‌زاده                           | ۸                                        |
| ۶۹                                       | ۹۴–۱۳۹۳                                  | لیگ برتر                                                                          | ۳۰                                                                                | ۱۳                                                                                | ۸                                                                                 | ۹                                                                                 | ۴۰                                                                                | ۳۴                                                                                | ۴۷                                                                                | ششم                                                                               | یک‌چهارم                                         | برگزار نشد                               | راه نیافت                                | راه نیافت                                | ج. شهدا                                  | دوم                                      | شهباززاده                                | ۱۳                                       |
| ۷۰                                       | ۹۵–۱۳۹۴                                  | لیگ برتر                                                                          | ۳۰                                                                                | ۱۳                                                                                | ۳                                                                                 | ۴                                                                                 | ۴۳                                                                                | ۲۸                                                                                | ۵۲                                                                                | سوم                                                                               | نایب‌قهرمان                                      | برگزار نشد                               | راه نیافت                                | راه نیافت                                | —                                        | —                                        | شهباززاده ابراهیمی                       | ۱۱                                       |
| ۷۱                                       | ۹۶–۱۳۹۵                                  | لیگ برتر                                                                          | ۳۰                                                                                | ۱۶                                                                                | ۹                                                                                 | ۵                                                                                 | ۴۵                                                                                | ۲۷                                                                                | ۵۷                                                                                | دوم                                                                               | یک‌چهارم                                         | راه نیافت                                | لیگ قهرمانان آسیا                        | یک‌هشتم                                   | —                                        | —                                        | رضایی                                    | ۱۳                                       |
| ۷۲                                       | ۹۷–۱۳۹۶                                  | لیگ برتر                                                                          | ۳۰                                                                                | ۱۵                                                                                | ۹                                                                                 | ۶                                                                                 | ۴۳                                                                                | ۱۸                                                                                | ۵۴                                                                                | سوم                                                                               | قهرمان                                          | راه نیافت                                | لیگ قهرمانان آسیا                        | یک‌هشتم                                   | —                                        | —                                        | تیام                                     | ۱۲                                       |
| ۷۳                                       | ۹۸–۱۳۹۷                                  | لیگ برتر                                                                          | ۳۰                                                                                | ۱۶                                                                                | ۹                                                                                 | ۵                                                                                 | ۴۰                                                                                | ۱۳                                                                                | ۵۷                                                                                | سوم                                                                               | یک‌هشتم                                          | شرکت نکرد                                | لیگ قهرمانان آسیا                        | یک چهارم                                 | —                                        | —                                        | تبریزی                                   | ۷                                        |
| ۷۳                                       | ۹۸–۱۳۹۷                                  | لیگ برتر                                                                          | ۳۰                                                                                | ۱۶                                                                                | ۹                                                                                 | ۵                                                                                 | ۴۰                                                                                | ۱۳                                                                                | ۵۷                                                                                | سوم                                                                               | یک‌هشتم                                          | شرکت نکرد                                | لیگ قهرمانان آسیا                        | دور گروهی                                | —                                        | —                                        | تبریزی                                   | ۷                                        |
| ۷۴                                       | ۹۹–۱۳۹۸                                  | لیگ برتر                                                                          | ۳۰                                                                                | ۱۴                                                                                | ۱۱                                                                                | ۵                                                                                 | ۵۵                                                                                | ۳۱                                                                                | ۵۳                                                                                | دوم                                                                               | نایب‌قهرمان                                      | راه نیافت                                | لیگ قهرمانان آسیا                        | یک‌هشتم                                   | —                                        | —                                        | دیاباته                                  | ۱۹                                       |
| ۷۵                                       | ۱۴۰۰–۱۳۹۹                                | لیگ برتر                                                                          | ۳۰                                                                                | ۱۶                                                                                | ۸                                                                                 | ۶                                                                                 | ۳۶                                                                                | ۱۹                                                                                | ۵۶                                                                                | سوم                                                                               | نایب‌قهرمان                                      | راه نیافت                                |                                          |                                          |                                          |                                          | قایدی                                    | ۹                                        |
| ۷۶                                       | ۱۴۰۱–۱۴۰۰                                | لیگ برتر                                                                          | ۳۰                                                                                | ۱۹                                                                                | ۱۱                                                                                | ۰                                                                                 | ۳۹                                                                                | ۱۰                                                                                | ۶۸                                                                                | قهرمان                                                                            | یک چهارم                                        | قهرمان                                   |                                          |                                          |                                          |                                          | یامگا                                    | ۱۰                                       |
| ۷۷                                       | ۱۴۰۲–۱۴۰۱                                | لیگ برتر                                                                          | ۳۰                                                                                | ۱۸                                                                                | ۸                                                                                 | ۴                                                                                 | ۵۲                                                                                | ۲۲                                                                                | ۶۲                                                                                | سوم                                                                               | نایب‌قهرمان                                      | راه نیافت                                |                                          |                                          |                                          |                                          | قایدی                                    | ۱۲                                       |
| ۷۸                                       | ۱۴۰۳–۱۴۰۲                                | لیگ برتر                                                                          | ۳۰                                                                                | ۱۹                                                                                | ۱۰                                                                                | ۱                                                                                 | ۴۰                                                                                | ۱۵                                                                                | ۶۷                                                                                | دوم                                                                               | یک شانزدهم نهایی                                | راه نیافت                                |                                          |                                          |                                          |                                          | محمدی                                    | ۸                                        |
| ۷۹                                       | ۱۴۰۴–۱۴۰۳                                | لیگ برتر                                                                          | ۳۰                                                                                | ۷                                                                                 | ۱۳                                                                                | ۱۰                                                                                | ۳۰                                                                                | ۳۳                                                                                | ۳۴                                                                                | نهم                                                                               | قهرمان                                          | راه نیافت                                | لیگ نخبگان آسیا                          | یک هشتم                                  |                                          |                                          | رضاییان                                  | ۱۰                                       |

### وبگاه‌ها
- جام‌ها و مقام‌ها در وبگاه رسمی باشگاه فوتبال استقلال تهران (فارسی)
- Iranian Pro Football League Statistics
- اطلاعات فصل‌به‌فصل لیگ ایران در RSSSF
- Persian League
- لیست قهرمانان جام حذفی فوتبال ایران
- عملکرد استقلال تهران در باشگاه‌های ایران، وبگاه کانون هواداران باشگاه استقلال تهران، بایگانی شده از نسخه اصلی

### کتاب
- احمدی، سید علی اکبر، (۱۳۸۸)، استقلال تاریخچه کامل باشگاه از دوچرخه‌سواران و تاج تا استقلال (دو جلد)، پایگان، شابک ‎۹۷۸-۶۰۰-۵۰۹۶-۵۷-۶